# آن دانوودی
آن الیزابت دانوودی (به انگلیسی: Ann Elizabeth Dunwoody) (متولد ۱۹۵۳، ساکن نیویورک)، ژنرال چهار ستاره ارتش ایالات متحده آمریکا است.

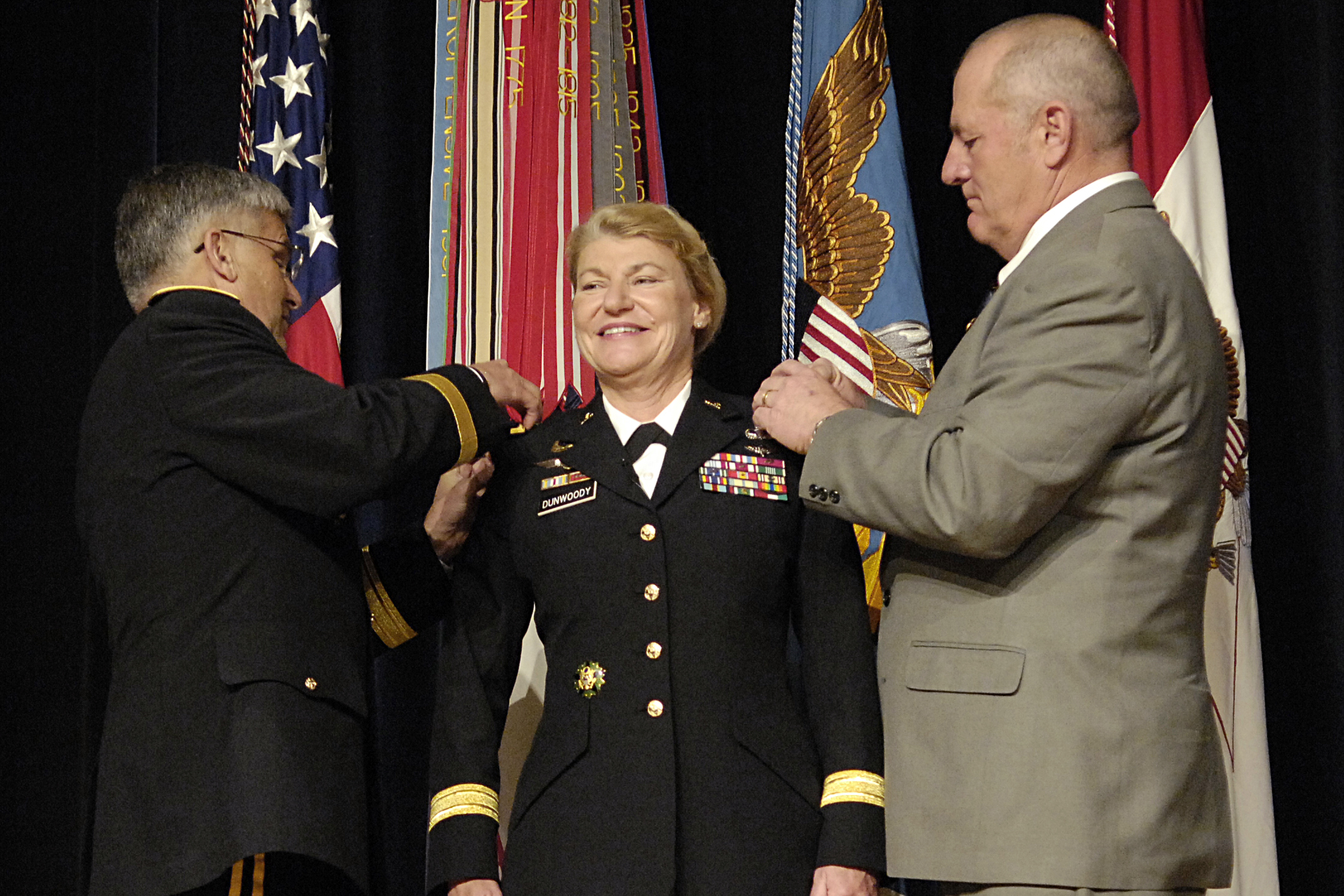

وی که یک چترباز درجه اول است پس از فارغ‌التحصیل شدن از دانشگاه دولتی نیویورک در کورت لند در سال ۱۹۷۵ ستوان دوم شد و در جنگ خلیج فارس به سال ۱۹۹۱ در لشکر ۸۲ هوایی خدمت کرد.
وی در سال ۲۰۰۵ با دریافت سومین ستاره ضمن تصدی پست معاونت رئیس ستاد لجستیک ارتش آمریکا به عالی رتبه‌ترین زن ارتش این کشور بدل شد  و ارتش ایالات متحده آمریکا روز جمعه ۱۴ نوامبر ۲۰۰۸ آن دانوودی به درجه ژنرال چهار ستاره ارتقا داد، به گفته رابرت گیتس، وزارت دفاع ایالات متحده آمریکا، ژنرال دانوودی یکی از کارشناسان مسائل لجیستیکی در نسل خود شناخته می‌شود.